# 柏原市立国分東小学校
 柏原市立国分東小学校（かしわらしりつ こくぶひがししょうがっこう）は、大阪府柏原市にあった公立小学校である。

## 沿革
- 2000年、柏原市立国分小学校より分離、設立された。
- 2020年4月1日 閉校。柏原市立国分小学校へ再統合[1]。

## 学校教育目標
豊かな人間性と、自ら明日を拓く知恵とパワーを持った児童の育成

## 通学区域
- 柏原市[2]
  - 国分市場 1丁目6番～11番
  - 国分市場 2丁目11番～13番
  - 国分東条町3番11号以降
  - 国分東条町4番～30番
  - 卒業生は柏原市立国分中学校に通学する